# Ксенија Тану
Ксенија Тану (белорус. Ксения Тану, 2. октобар 1992, Гомељ) белоруска је певачица, продуценткиња и вокални педагог.
Студирала је Универзитет за културу и уметност  (БГУКИ) у Минску, одсек поп вокал. Свира клавир.
Учествовала је у украјинском такмичњу Фабрика Звезда (Фабрика зірок) 2011. године под псеудонимом Ксенија Ланова, после учешћа објављује три песме. Потом се појављује и у српским такмичењима Звезде Гранда и IDJShow 2023. и 2024. године.
Године 2024. објављује своју прву песму на српском језику.
Ради као вокални педагог за московски вокални студио. Живи у Подгорици са супругом и двоје деце.

## Дискографија

### Синглови
- Романс (2011)
- Нужен или не нужен (2011)
- Ни о чем не жалей (2011)
- Добро сам (2024)
- Знам да није лаж (2024)

### Обраде
- Подмосковные вечера x Ђердан x Макадам (2024)
- Авентадор (2024)
- Циганка сам мала са Барбаром Поповић (2024)